# Friedrich Schneider (pedagog)
Friedrich Karl Wilhelm Schneider (Colònia, 28 d'octubre de 1881 – Múnic, 14 de març de 1974) fou un pedagog alemany catòlic, represaliat pel nazisme, i un dels impulsors de la pedagogia comparada.

## Inicis
Després de formar-se com a mestre, el 1901 començar a exercir a l'escola primària. A partir de 1906 fou professor d'educació secundària a Wittlich i Brühl. Feines que compaginà amb estudis de filologia, història i filosofia a la Universitat de Bonn i posteriorment a la Universitat de Múnic.
El 1923, amb quaranta-dos anys, s'incorporà com a professor sense sou a la Universitat de Colònia. El 1928 esdevingué professor de pedagogia i psicologia de l'Acadèmia de Pedagogia de Bonn dedicada a la formació del professorat. Viatjà per Alemanya, França, Suïssa, Dinamarca, Àustria, Hongria i Romania i visità els Estats Units com a professor convidat a Universitat de Colúmbia de Nova York. Tot proposant una cooperació internacional que afavorís l'intercanvi de la recerca i experiències pedagògiques. Amb aquest objectiu creà a Colònia, el 1931 la Internationale Zeitschrift für Erziehungswissenchaf, una revista en francès, alemany i anglès codirigida amb el pedagog Paul Monroe de la Universitat de Nova York.

## Ínterim del nazisme
Coincidint en els anys d'ascens del nazisme i de Adolf Hitler al poder, el respecte a la persona que Friedrich Schneider defensava des del seu cristianisme i la voluntat internacionalista comportà que les autoritats nacionalsocialistes decomissessin la revista. També fou destituït i obligat a jubilar-se de la seva càtedra de l'Acadèmia de Pedagogia de Bonn. El 1940 se li va retirar la vènia docent de la Universitat de Colònia. Pocs anys després, el 1943, el govern de Hitler li prohibí acceptar la càtedra de pedagogia que li havia ofert la Universitat de Friburg a Suïssa. En acabar la guerra i derrotat el nazisme, Friedrich Schneider apareixia com un pedagog amb vocació democràtica i internacionalista i passà a ser un referent per a l'edificació la nova educació que precisava Alemanya. El 1946 fou nomenat professor de pedagogia de la Universitat de Salzburg. Allà, prosseguint la seva tasca internacionalista fundà l'Institut d'Educació Comparada que va presidir fins a 1953. En aquests anys fou professor convidat de la Universitat d'Innsbruck.També reprengué la publicació de la Internationale Zeitschrift für Erziehungswissenchaf. El 1949 passà a ser professor de pedagogia a la Universitat de Múnic on desplegà la seva docència fins a la seva jubilació l'any 1958. La seva revista es convertí en la International Review of Education publicada per la UNESCO, del comitè editor de la qual formà part.
Fou elegit president honorí de la Societat Europea d'Educació Comparada (Londres 1961). Va ser nomenat cavaller de la pontifícia Orde de Sant Silvestre (1951)

## Aportacions pedagògiques
Friedrich Schneider és considerat el fundador de l'educació comparada a Alemanya i un dels seus grans impulsors a escala internacional. La que ell anomena "ciència comparativa de l'educació" es basa a establir allò que existeix en comú per sobre dels sistemes educatius i cultures pedagògiques diversos per tal de poder investigar els "màxims problemes educatius mundials".
Assenyalà que tota pedagogia ha d'estar orientada vers el futur. "Ja que l'educador amb les seves mesures pedagògiques pretén aconseguir en l'educand quelcom que aquest encara no té." Tot demanant que l'educació prevegi com serà el món i quins canvis es realitzaran en la societat que viuran els educands.
També platejà la necessitat d'una educació personalitzada com recull a Pädagogik und Individualität de 1930. Remarcà la importància de l'educació familiar en obres com Deine Kinder und Du, de 1937. Partint de què cada infant i cada persona és inefable defensà el valor de l'auto formació en monografies com Praxis der Selbsterziehung, Les seves obres gaudiren d'un notable èxit i foren àmpliament traduïdes a diversos idiomes.

## Publicacions
- Erzieher und Lehrer (1928)
- Pädagogik und Individualität (1930)
- Katholische Familienerziehung (1935)
- Die Selbsterziehung (1936)
- Die Praxis der Selbsterziehung (1940)
- Triebkräfte der Pädagogik der Völker (1946)
- Der christliche Erzieher (1947)
- Einführung in die Erziehungswissenschaft (1948)
- Geltung und Einfluß der deutschen Pädagogik im Ausland (1953)
- Europäische Erziehung (1959)
- Vergleichende Erziehungswissenschaft (1961)
- Ein halbes Jahrhundert erlebter und mitgestalteter vergleichender Erziehungswissenschaft (1970)
- Friedrich Schneider – Ausgewählte pädagogische Abhandlungen. Antologia a cura de Theodor Rutt. (1963)